# Jean Couderc
Pour les articles homonymes, voir Couderc.
Jean Couderc (9 mai 1770, Lyon - 6 avril 1852, Cannes) est un homme politique français. Il est le fils de Guillaume Benoît Couderc.

## Biographie
Il est élu député le 28 janvier 1822, vote avec l'opposition libérale jusqu'à la fin de la législature, et échoue au renouvellement du 9 mai 1823. Il reparaît à la Chambre le 25 février 1824, comme député de la circonscription de Lyon-Nord, et reprend sa place au côté gauche, avec lequel il vote le plus souvent. Non réélu en 1827, il l'est, le 21 avril 1828, par le 2e arrondissement (Lyon-Sud). Couderc vote, le 16 mars 1830, l'adresse des 221, obtient le renouvellement de son mandat le 23 juin, et prête serment à Louis-Philippe. Il est encore réélu le 5 juillet 1831, par le 1er collège du Rhône (Lyon). Il siège jusqu'en 1834, et vote généralement avec l'opposition dynastique. Il est, en 1832, un des signataires du compte-rendu.